# Suspicion (película de 1918)
Suspicion es una película de género dramático de 1918 dirigida por John M. Stahl y protagonizada por Grace Davison, Warren Cook y Mathilde Brundage. Actualmente se considera una película perdida.

## Reparto
- Grace Davison como Madelyn Forrest
- Warren Cook como Dr. Allen Forrest
- John Merkyl como Leonard White
- Mathilde Brundage como Mrs. Pennington
- Alma Dore como Olive Pennington
- John O'Keefe como James Burns